# Три связки соломы
«Три связки соломы» — мультипликационный фильм.
Фильм участвовал в Тарусе-1997.

## Сюжет
По японской народной сказке о мальчике-сироте, который после ряда приключений, убеждает императора, что важнее всего в жизни — красота природы, достойная любования и восхищения.

## Создатели
| Автор сценария и Кинорежиссёр | Наталия Голованова                                                                                     |
| Художники                     | Анна Чистова, Наталия Голованова                                                                       |
| Композитор                    | Нина Савичева                                                                                          |
| Кинооператор                  | Наталия Михайлова                                                                                      |
| Звукооператор                 | Борис Фильчиков                                                                                        |
| Художники-мультипликаторы:    | Дмитрий Новосёлов, Юрий Батанин, Андрей Рубецкой, Юрий Кузюрин, О. Новикова, Г. Орлов                  |
| Над фильмом работали:         | Анна Атаманова, Татьяна Зворыкина, Н. Озерова, А. Возовик, В. Михайлова, В. Калашникова, А. Радковская |
| Роли озвучивали:              | Дмитрий Назаров, Владимир Ферапонтов, Татьяна Шагалова                                                 |